# Aloe tenuior
Aloe tenuior és una espècie de planta suculenta de la família de les asfodelàcies. És endèmica de Sud-àfrica.

## Descripció
Són plantes que arriben a mesurar d'1 a 3 m d'alçada, amb tiges sense fulles per sota del plomall lax apical de les fulles. Té d'unes 12 a 20 fulles per tija, erectes, primes i lleugerament carnoses, de 100-190 x 10-18 mm i de color verd glauc. La inflorescència és simple, en forma de raïm, amb bràctees estretament deltoides-acuminades. Les flors són de color groc llimona cap a escarlata, cilíndriques, d'uns 10 a 19 mm de longitud i la boca lleugerament ampliada.
Aloe tenuior es diferencia de l'espècie Aloe ciliaris en el fet que la base de les fulles no és en absolut auriculada, i les anteres i l'estil són exerts. Les flors de l'espècie A. tenuior són una mica menors que les de l'espècie A. ciliaris. En el cas de l'espècie Aloe striatula els raïms són densos, i les flors són corbes i el doble que les d'A. tenuior.

## Distribució i hàbitat
Aquesta espècie es troba a Mpumalanga, KwaZulu-Natal i al Cap Oriental i Occidental, i se la pot trobar a camp obert a sòls arenosos amb Encephalartos longifolius, pastures, males herbes, diversos membres de la família Mesembryanthemaceae i altres petites plantes suculentes. Pocs cops se la troba a la vall de la sabana.

## Taxonomia
Aloe tenuior va ser descrita per Adrian Hardy Haworth i publicada a Philos. Mag. J. 67: 281, l'any 1825.

### Etimologia
- Aloe: nom genèric d'origen molt incert: podria ser derivat del grec άλς, άλός (als, alós), "sal" - donant άλόη, ης, ή (aloé, oés) que designava tant a la planta com al seu suc - a causa del seu gust, que recorda a l'aigua del mar.[5] D'aquí va passar al llatí ălŏē, ēs amb la mateixa acceptació, i que, en sentit figurat, significava també "amarg". S'ha proposat també un origen àrab, alloeh, que significa "la substància amarga brillant"; però és més probable un origen complex a través de l'hebreu ahal (אהל), freqüentment citat a texts bíblics.[6][7]
- tenuior: epítet específic que significa "més prim".[8]

#### Sinonímia
- Aloe tenuior var. decidua Reynolds
- Aloe tenuior var. densiflora Reynolds
- Aloe tenuior var. glaucescens Zahlbr.
- Aloe tenuior var. rubriflora Reynolds
- Aloe tenuior var. tenuior[9]

## Galeria

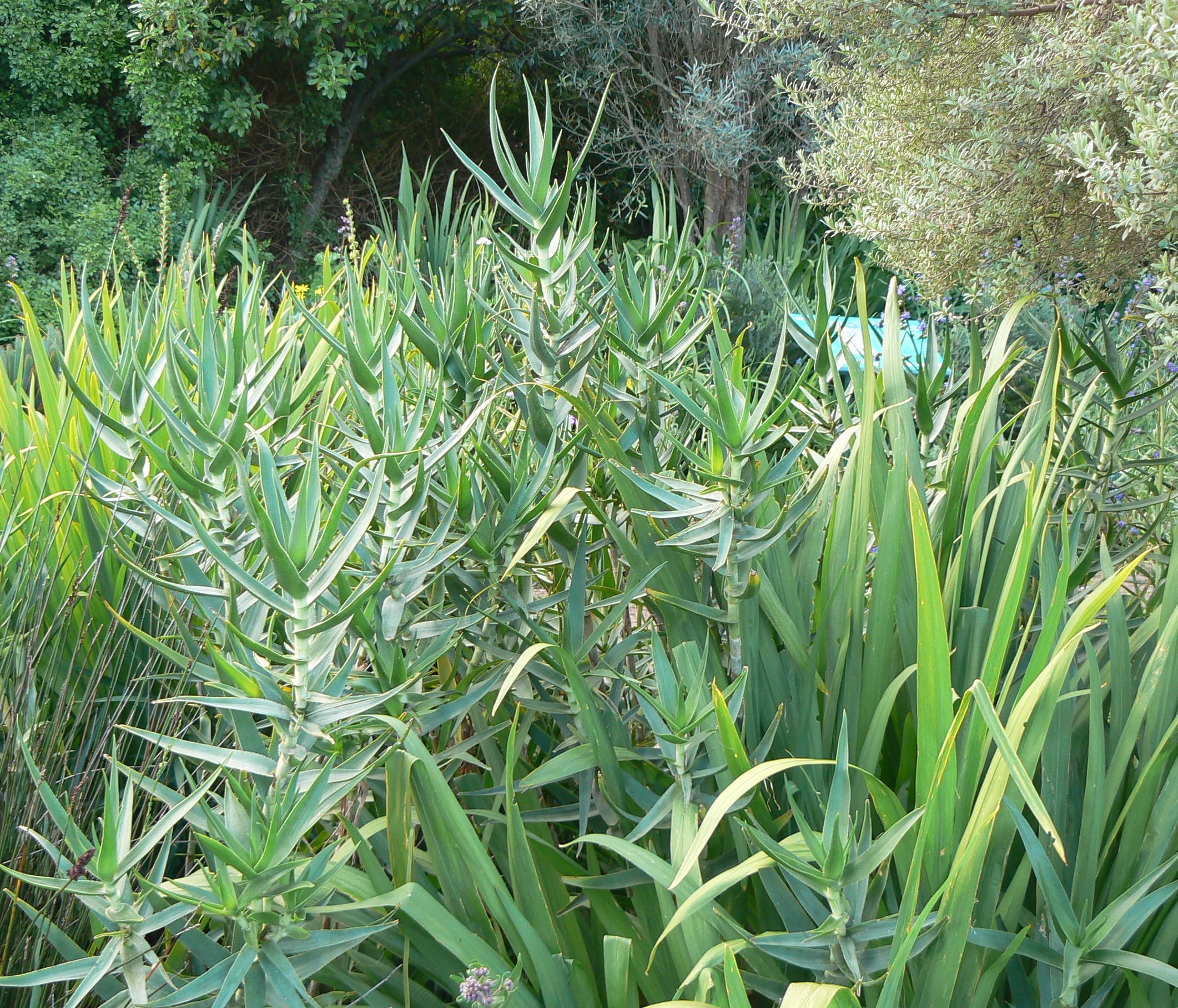
A. tenuior var. tenuior
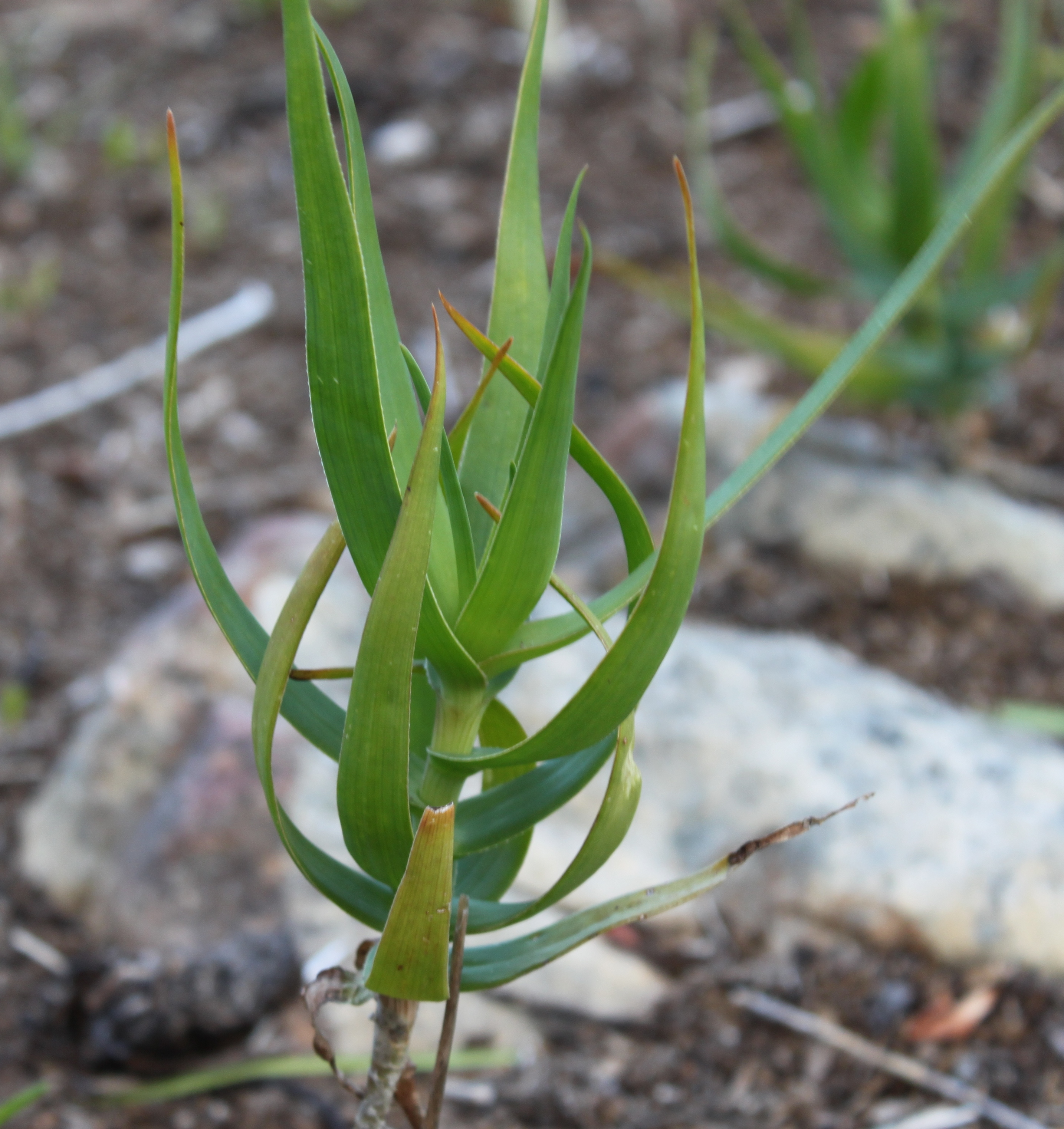
A. tenuior var. densiflora
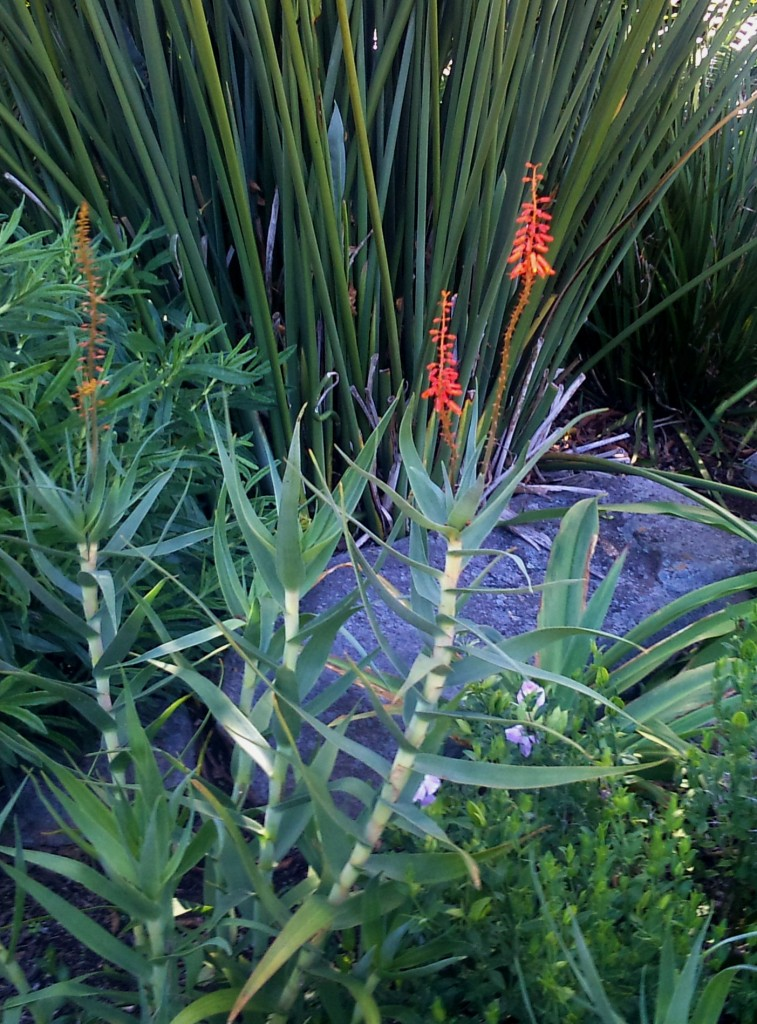
A. tenuior var. rubriflora
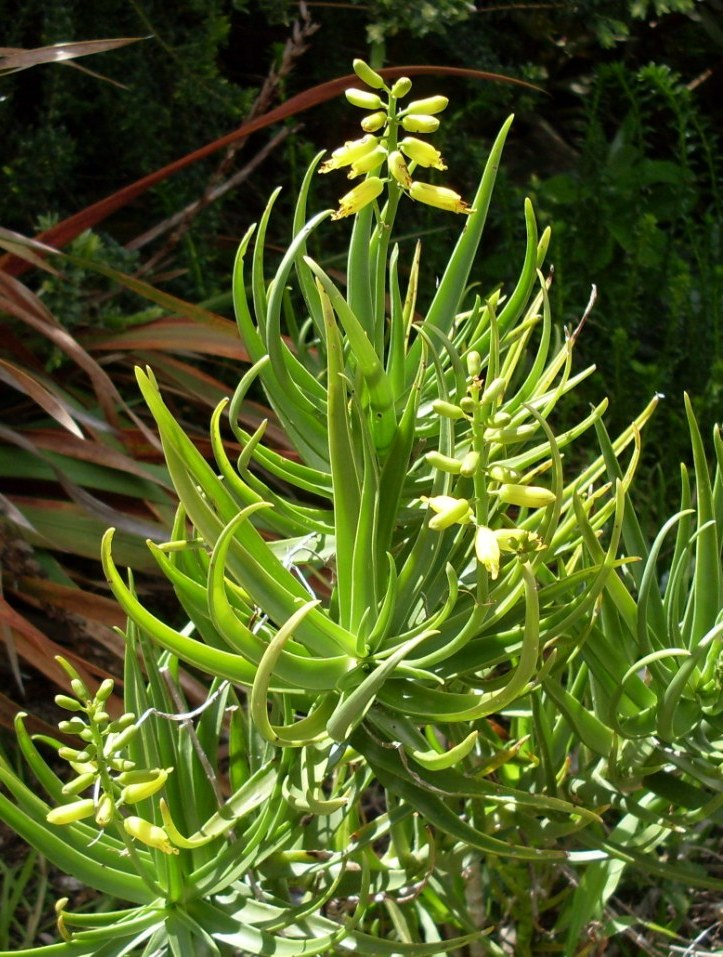
A. tenuior var. viridifolia